# Дмитриев, Александр Павлович
Александр Павлович Дмитриев (29 июля 1910, д. Окшово, Меленковский уезд, Владимирская губерния — 4 мая 1969, г. Ростов-на-Дону) — Герой Советского Союза, заместитель командира 55-й гвардейской танковой Васильковской Краснознамённой орденов Ленина, Суворова, Кутузова и Богдана Хмельницкого бригады по политической части (7-й гвардейский танковый корпус, 3-я гвардейская танковая армия, 1-й Украинский фронт), гвардии подполковник.

## Биография
Родился 29 июля 1910 года в селе Окшово ныне Меленковского района Владимирской области в семье крестьянина. Русский.
Образование среднее. В раннем детстве жил в городе Иваново-Вознесенск, где на фабрике работал его отец. После смерти отца уехал в город Муром, где поступает на спиртоводочный завод учеником слесаря. Здесь же окончил вечернюю школу рабочей молодежи. Вскоре его избирают председателем завкома, а затем председателем Муромского окружного комитета профсоюза пищевиков, председателем районного совета профсоюзов Ляховского района Горьковской области. Член ВКП(б)/КПСС с 1928 года.
В 1932 году, после окончания высшей школы профсоюзного движения, Александр Дмитриев перешёл на партийную работу. Был заведующим отделом, а позже — первым секретарем райкома партии. Война застала Дмитриева в Москве, на учёбе в Высшей партийной школе при ЦК ВКП(б).
В начале Великой Отечественной войны был зачислен в кадры Красной Армии. В том же году окончил курсы политсостава при Военно-политической академии и получил назначение начальником политотдела танкового училища. Но уже весной 1942 года был направлен в действующую армию начальником политотдела танковой бригады. Вскоре первое боевое крещение и первая контузия, а затем первый боевой орден Красного Знамени.
В составе бригады прошёл фронтовыми дорогами от стен Москвы до Берлина и Праги, на протяжении всей своей боевой деятельности отличался смелостью и инициативой. Кропотливый труд политработника благотворно сказался на боевом пути бригады.
Гвардии подполковник Дмитриев в период 16-30 апреля 1945, когда бригада успешно вела боевые действия на подступах к Берлину и в самом городе, находился непосредственно в боевых порядках частей, личным примером воодушевлял солдат и офицеров на выполнение боевой задачи.

Могила Дмитриева на Братском кладбище Ростова-на-Дону.

«Благодаря хорошо поставленной воспитательной работе, — писал в представлении командир гвардейской танковой бригады гвардии полковник Драгунский, — бригада с честью выполнила все приказы командования и за время боевых операций с 16 по 30 апреля 1945 года уничтожила 8 танков, 3 самоходки, один самолёт, 7 бронемашин, 40 автомашин, 900 солдат и офицеров, захватила 4 пушки, 4 паровоза, 190 вагонов, 6 складов, взяла в плен 4000 немецких солдат и офицеров противника и освободила 3000 советских военнопленных».
Указом Президиума Верховного Совета СССР от 27 июня 1945 года за образцовое выполнение заданий командования и проявленные мужество и героизм в боях с немецко-фашистскими захватчиками гвардии подполковнику Александру Павловичу Дмитриеву присвоено звание Героя Советского Союза с вручением ордена Ленина и медали «Золотая Звезда» (№ 6584).
После войны продолжал службу в армии. В 1951 году окончил Высшие курсы политсостава. Генерал-лейтенант Дмитриев был членом Военного совета — начальником политуправления Северо-Кавказского военного округа. Избирался депутатом Верховных Советов Армянской ССР и РСФСР. Жил в городе Ростов-на-Дону. Умер 4 мая 1969 года.

## Награды
- Герой Советского Союза
- Награждён орденом Ленина, четырьмя орденами Красного Знамени, двумя орденами Красной Звезды, медалями.
- Награждён польскими и чехословацкими орденами.